# Copake (CDP, New York)
Copake est une census-designated place du comté de Columbia, dans l'État de New York, aux États-Unis,. En 2020, elle compte une population de 318 habitants.